# Turonen (gallisches Volk)

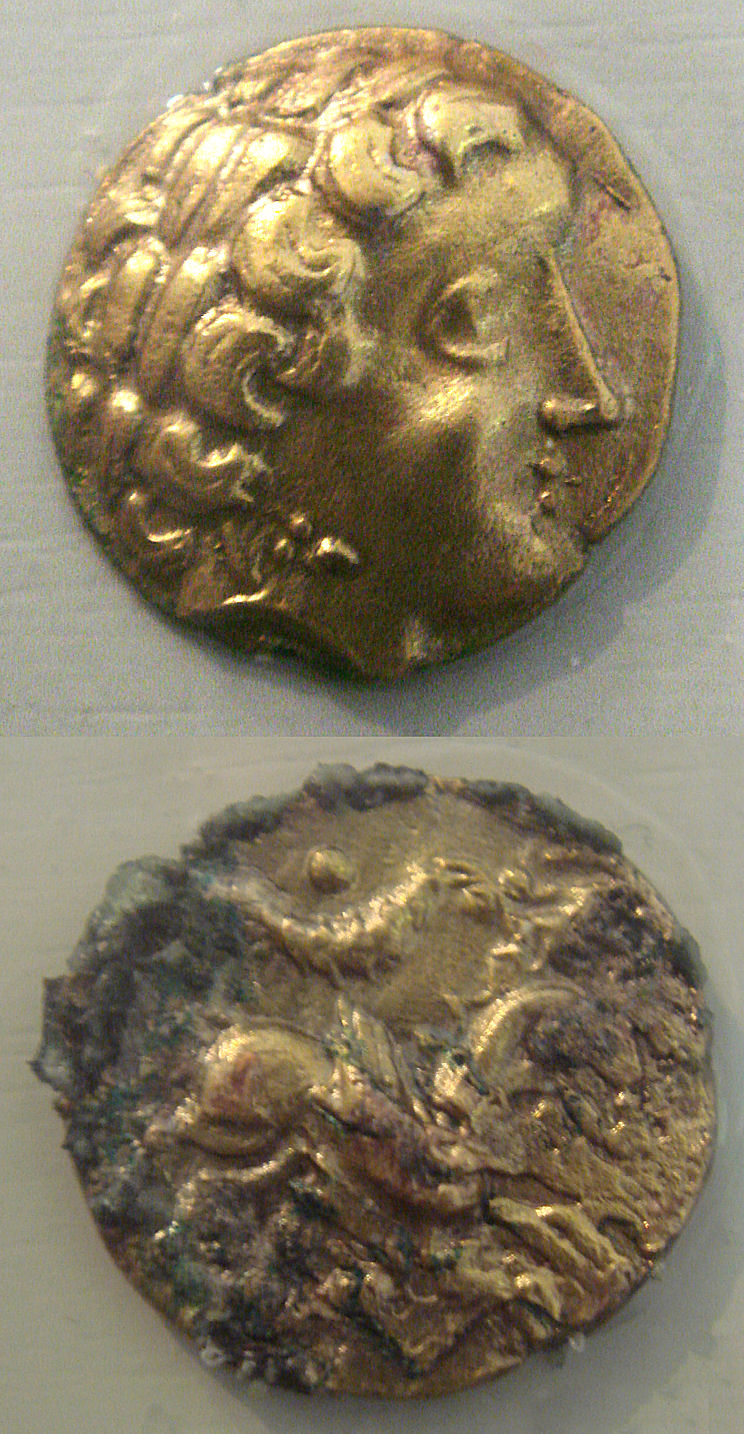
Münze der Turonen an der Loire, 5.–1. Jahrhundert v. Chr.

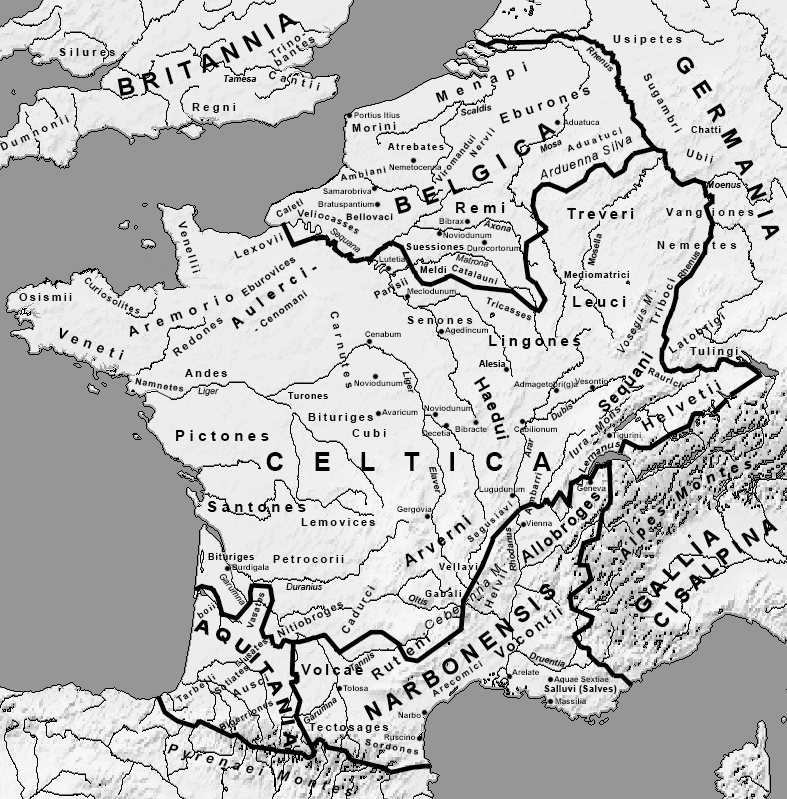
Karte von Gallien im 1. Jahrhundert v. Chr. mit den mutmaßlichen Positionen der keltischen Stämme.

Als Turonen bezeichnete man ein altes gallisches (keltisches) Volk in der Provinz Gallia Lugdunensis an der Loire. Die Römer nannten dieses Volk Turones oder Turonii und ihre Hauptstadt Caesarodunum (heute Tours).
Auch ein germanischer Stamm führte den Namen Turonen bzw. Touroner. Er siedelte in der Nähe des Marvingischen Stammes, südlich – später südöstlich – der Chatten (Hessen). Dieser Stamm entstand möglicherweise aus einer Vermischung von Germanen mit dort noch lebenden Kelten. Er wurde als Turoni (altgriechisch Τούρωνοι, Touronoi) zusammen mit anderen germanischen Stämmen im 11. Kapitel der Geografie des Claudius Ptolemäus (2. Jh. n. Chr.) erwähnt.

## Möglichkeit der Zugehörigkeit zu den Germanen oder den Kelten
Spekulativ ist, ob die Namensgleichheit zwischen beiden als Turonen bezeichneten Gruppen rein zufällig bestand oder ob aufgrund von vorgermanischen Wanderungsbewegungen der keltischen Stämme ein Zusammenhang zwischen beiden Gruppen gegeben war.
Ein deutlicher Hinweis für eine keltische Siedlung im südthüringisch-fränkischen Raum zwischen Thüringer Wald und Main sind beispielsweise die Überreste des einzigen keltischen Oppidums in Thüringen aus dem 2. und 1. Jahrhundert v. Chr., der sogenannten Steinsburg bei Römhild im Landkreis Hildburghausen.
Über eine Durchmischung von Germanen und Kelten wird spekuliert, doch sowohl die Germanen als auch Kelten stellen untereinander keine einheitliche Nation dar, sondern besaßen vielmehr eher eine kulturelle und sprachliche Verwandtschaft, welche sich aber zunehmend in verschiedene Sprach- und Kulturräume aufgelöst hat. Somit könnte der Ursprung des Namens Thüringer (als Touroner-Turoni-Thoringi etc.) ebenso keltisch sein wie der ihrer Namensvettern an der Loire. Schließlich finden sich in vielen Gebieten Deutschlands auch heute noch jede Menge keltischer Flur- und Gewässernamen. Man vergleiche auch die Namensähnlichkeit der französischen Region Touraine mit der des Freistaats Thüringen.
Auch könnte es sich um eine Namensübertragung der römischen und griechischen Geschichtsschreiber handeln. Die genaue Etymologie des Wortes Thüringer ist allerdings bisher kaum erforscht.
Bisher ebenso unklar ist der Zusammenhang mit den Hermunduren, welche teilweise durch den römischen Oberbefehlshaber Lucius Domitius Ahenobarbus in das von den Markomannen verlassene Gebiet am oberen Main umgesiedelt worden waren. Eben jenes Gebiet, in dem die Turonen ebenfalls gesiedelt haben sollen.
Es ist sowohl möglich, dass die Turonen eine Abspaltung der Hermunduren darstellten oder aber mit diesen identisch waren, als auch, dass sie eine eigenständige Gruppe darstellten, da die ursprünglichen Hermunduren an der mittleren und oberen Elbe (heutiges Sachsen) ihr eigentliches Hauptsiedlungsgebiet besaßen, ab 100 v. Chr. aber ebenfalls weiter nach Süden und Südwesten vordrangen.